# Tomoaki Sano
Tomoaki Sano (Shizuoka, 14 april 1968) is een voormalig Japans voetballer.

## Carrière
Tomoaki Sano speelde tussen 1987 en 2000 voor Nagoya Grampus Eight, NKK, Avispa Fukuoka, Sagawa Express Tokyo en Mito HollyHock.